# یاکوولف یاک-۵۵
یاکوولف یاک-۵۵ (به انگلیسی: Yakovlev_Yak-55) یک هواگرد از نوع آکروباتیک ساخت شرکت یاکوولف است. هواگرد یاک-۵۵ نخستین پروازش را در ۲۸ مه ۱۹۸۱ میلادی انجام داد.